# غشاء محي
إن الغشاء المحي (بالإنجليزية: Vitelline membrane)‏ أو الغلاف المحي (Vitelline envelope) هو بنية مجاورة مباشرةً للسطح الخارجي لـ الغشاء البلازمي في البويضة. ويتكون هذا الغشاء في الغالب من ألياف البروتين، حيث توجد مستقبلات البروتين اللازمة لربط الحيوان المنوي، الذي يرتبط بدوره بمستقبلات الغشاء البلازمي المنوية. تساهم خصوصية النوع بين تلك المستقبلات في الحد من التناسل بين الأنواع المختلفة.
يطلق على الغشاء المحي الغشاء الشفاف في الثدييات.
بمجرد أن يحدث اندماج بين الحيوان المنوي والبويضة، يحدث توصيل الإشارة، مما يؤدي إلى زيادة أيونات الكالسيوم في السيتوبلازم. وهذا الأمر في حد ذاته يطلق التفاعل القشري، الذي يؤدي إلى ترسيب العديد من المواد داخل الغشاء المحي من خلال قذف الخلية للحبيبات القشرية، وبهذا تتحول إلى طبقة صلبة يطلق عليها "غشاء الإخصاب"، الذي يعمل كحاجز يصعب على الحيوانات المنوية الأخرى اختراقه. وهذه الظاهرة يُطلق عليها المنع البطيء لتعدد الإمناء.